# Chrysobothris furcata
Chrysobothris furcata es una especie de escarabajo del género Chrysobothris, familia Buprestidae. Fue descrita científicamente por Kerremans en 1913.